# Peloppiidae
Peloppiidae zijn  een familie van mijten. Bij de familie zijn 19geslachten met circa 80 soorten ingedeeld.